# 彌彥神社
彌彥神社是位在日本新潟縣西蒲原郡彌彥村的神社。為式內社（名神大社）、越後國一宮、舊社格為國幣中社（現神社本廳的別表神社）。
1956年（昭和31年）1月1日，發生彌彥神社踩踏事故，肇因到神社的群眾過多，此事故造成124人死亡、77人受傷，為日本歷史上最嚴重的踩踏事故。

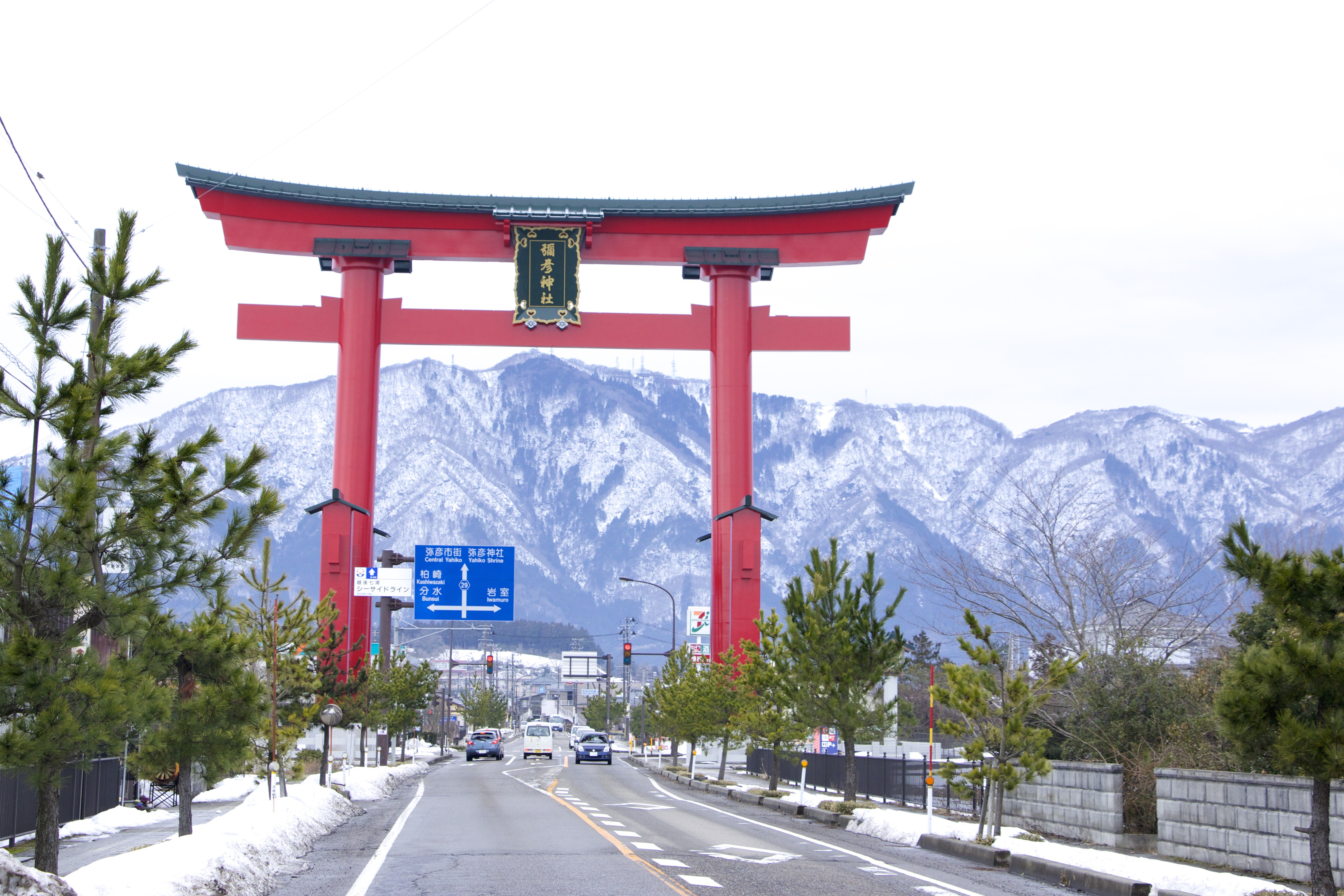
鳥居

## 關連項目
- 越國
- 彌彥神社 - 北海道札幌市中央區
- 彌彥線
- 彌彥站

## 外部連結
- 彌彦神社